# 225
225是一個在224和226之間的自然數。

## 數學性質
- 合數，正因數有1、3、5、9、15、25、45、75和225。
質因數分解為{\displaystyle 3^{2}\times 5^{2}}。
- 虧數，真因數和為178，虧度為47。
- 第15個平方數，為15的平方。前一個為196、下一個為256。
- 第69個十进制的哈沙德數。前一個為224、下一個為228。
- 十进制的奢侈數。
  - 八角型數
  - 中心八邊形數
- {\displaystyle 1^{3}+2^{3}+3^{3}+4^{3}+5^{3}=225}
- 三角函數中 {\displaystyle \sin 225=-{\frac {1}{\sqrt {2}}}}，{\displaystyle \cos 225=-{\frac {1}{\sqrt {2}}}}，{\displaystyle \tan 225=1} 。
- {\displaystyle {\frac {1}{225}}} = 0.004…（循環下劃線）

## 其他領域
- 225年
- 日經平均指數的股份數目。